# Lilla Edetbron
Lilla Edetbron är en bilbro i Lilla Edets kommun, den korsar Göta älv strax söder om Lilla Edets kraftverk och förbinder kommunens västra delar med de östra delarna. Bron byggdes i slutet av 1970-talet strax söder om fallet och ersatte då den gamla bron norr om fallet. Bron öppnas och stängs med hydraulcylindrar som är inbyggda i klaffkamrarna. Länsväg 167 korsar bron. Den invigdes 18 juni 1985.

## Gamla Lilla Edetbron
Den första bron över Göta älv vid fallet i Lilla Edet byggdes på 1920-talet, strax norr om Lilla Edets kraftverk. Bron bestod av tre bågspann med tillfartsbroar i båda ändar och en klaffbro i västra änden, placerad precis norr om slussportarna till 1916 års sluss.
Under bygget rasade delar gjutformen två gången. Vid det första raset, rasade hela mittenspannets gjutform. En person omkom.
Efter att den nya bron byggts söder om fallet revs klaffdelen av den gamla bron. Bron används än i dag, då den numera endast leder till den konstgjorda ön som blev till då man grävde Ströms kanal på 1820-talet.
Under 2000-talet gjordes det östra tillfartsbron om för att ansluta direkt till Länsväg 167.